# Carl Aarsleff
Carl Vilhelm Oluf Peter Aarsleff, né le 14 août 1852 à Nyborg et mort le 4 janvier 1918 à Copenhague, est un sculpteur danois. Il fut professeur à l'Académie royale des beaux-arts du Danemark à partir de 1901 et directeur de cette institution de 1914 à 1917.

## Biographie
Aarsleff est né le 14 août 1852 à Nyborg, dans l'île de Fionie. Il reçoit une formation de sculpteur sur bois de son père avant de partir à Copenhague, où il a étudié à l'Académie royale des beaux-arts du Danemark de 1872 à 1876 tout en travaillant aux studios de Theobald Stein (en), de Vilhelm Bissen et de Jens Adolph Jerichau. En 1876, il gagne la Petite Médaille d'or de l'Académie, et en 1880, la Grande Médaille d'or. En 1881, il obtient une bourse de voyage pour poursuivre ses études et visite ainsi Paris, l'Italie et la Grèce.
La production d'Aarsleff est relativement lente à décoller. Il est mieux connu pour plusieurs statues et statuettes de jeunes adultes sculptées dans un style influencé par Bertel Thorvaldsen et notamment par Jerichau. Il fait aussi des ouvrages décoratifs pour plusieurs grands travaux d'architecture, dont la glyptothèque Ny Carlsberg. De 1900 à 1912, il participe à la restauration du sarcophage de Marguerite Ire de Danemark dans la cathédrale de Roskilde.

## Legs
À sa mort en 1918, 77 de ses œuvres originales sont données au musée de Nyborg. Elles sont maintenant exposées dans une annexe de la maison de Mads Lerche, maison à pans de bois de 1601 qui sert de musée d'histoire de la culture.